# 拖链

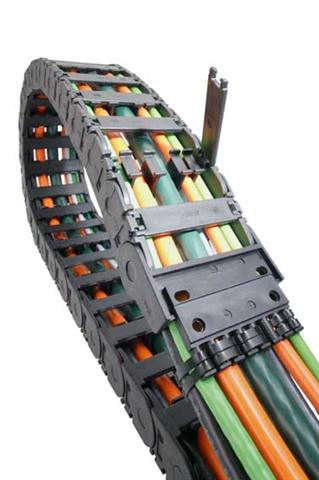

拖链，又名電線電纜保護拖鏈（Cable carrier），是一種束縛電纜或電線或空壓管及油壓管以方便其轉動及運動的裝置。

## 歷史
1953年，德国的吉爾伯特·瓦寧格教授发明了世界上第一条钢制拖链。1954年成立于德国锡根市的佳宝来公司（KABELSCHLEPP）的持有人瓦爾德里奇认为拖链是一个全新的市场，可以创造巨大的需求，开始向市场推广第一条拖链。60多年前的一个概念创造了现在的庞大市场。
现在第一条原创的钢制拖链样板已经发展为形形色色的钢制和塑料拖链，广泛应用于很多领域。KABELSCHLEPP佳宝来公司于1967发明了第一节由一个注塑成的塑料拖链，又成功的创造了更多的第一：轻便型拖链，3D拖链，无连接拖链。 
截至2007年，有超過7個全球製造商，包括FESMA，MURRPLASTIK，易格斯igus，椿本KABELSCHLEPP，Metreel，M Buttkereit，Gortrac和Cavotec.
。
在2010年Tsubaki已將佳宝来公司合并，现Tsubaki Kabelschlepp公司。

## 概述
拖链分为钢制拖链，塑料拖链。钢制拖链由钢铝组合而成可以定做，塑料拖链又称工程塑料拖链，坦克链。拖链根据使用环境和使用要求的不同分为桥式拖链，全封闭拖链，半封闭拖链三种。 矩形金属软管，防护套，波纹管、金属软管也可以列入拖链防护及移动式供电产品。
拖链应用于往复运动的场合，能够对内置的电缆、油管、气管、水管等起到牵引和保护的作用。拖链已被广泛应用于数控机床、电子设备、玻璃机械、注塑机机械手、搬运机械、塑料机械、起重设备、木工机械、汽车行业、产业车辆、金属加工机、机床、铸造机械、港口设备等行业。

## 塑料拖链的结构
- 拖链外形似坦克链，由众多的单元链接组成，链接之间转动自如。
- 相同系列的拖链的内高、外高、节距相同，拖链内宽、弯曲半径R可有不同的选择。
- 单元链节由左右链板和上下盖板组成，拖链每节都能打开，装拆方便，不必穿线，打开盖板后即可把电缆、油管、气管、水管等放入拖链。
- 拖链的每一节都能够被设计为可打开，便于安装和维修。运动时噪音低、耐磨，可高速运动。
- 另可提供分隔片，将链内空间按需要分隔开。

## 塑料拖链的基本参数
- 材料：增强尼龙，具有较高的压力和抗拉负荷，良好的韧性、高弹性和耐磨性，阻燃，高低温时性能稳定，可以使用在室外。
- 抗耐性：耐油、耐盐，并有一定的耐酸、耐碱能力。
- 运行速度和加速度视运行情况而定。 由轻重量和平稳操作生产的结果是佳宝来拖链能够在长距离中以较高的速度运行，并且能够进行加速和急停。